# Meme (Département)
Meme ist ein Département der Region Sud-Ouest in Kamerun.
Auf einer Fläche von 3105 km² leben nach der Volkszählung 2001 300.318 Einwohner. Die Hauptstadt ist Kumba.

## Gemeinden
1. Konye
2. Kumba
3. Mbonge
4. Meme